# زیمویتسا
زیمویتسا (به بلغاری: Zimevitsa) یک منطقهٔ مسکونی در بلغارستان است که در استان صوفیه واقع شده‌است.